# Западная жемчужина
«За́падная жемчу́жина» или Сычуа́ньская ба́шня (кит. 四川广播电视塔) — высотное сооружение в районе Чэнхуа города Чэнду (провинция Сычуань, Китай). Имея высоту 339 метров, является самым высоким сооружением Западного Китая, 16-м по высоте сооружением всего Китая, а также занимает 18-ю строчку в списке самых высоких телевизионных башен мира.

## Описание
На высоте 218 метров расположен т. н. смотровой этаж, на высоте 204 метра — обзорная площадка. Небоскрёб построен из железобетона. Изначально башня строилась с телекоммуникационной целью, но в итоге она включает в себя не только теле- и радиооборудование, но также смотровую площадку, вращающийся ресторан, развлекательные и торговые точки, кинотеатр, офисы.
Основные характеристики
- Строительство: с 1992 (1998) по 2004 год
- Высота: 339 м (по шпилю), 257 м (по крыше), 230 м (по верхнему этажу)
- Этажность: 17
- Лифтов: 7 (подъём от 0 до 208 метров занимает 40 секунд)[2]

## История
Строительство башни было согласовано в 1983 году, однако работы по её возведению начались лишь в 1992 году, но из-за финансовых трудностей в том же году были заморожены до 1998 года. Окончено строительство было в 2004 году, торжественное открытие состоялось 17 октября 2006 года. Катастрофическое Сычуаньское землетрясение 2008 года не причинило небоскрёбу заметного вреда.